# Vägen mot Shangri-La
Vägen mot Shangri-La är Kjell Höglunds sjunde musikalbum, utgivet 26 november 1980 hos skivbolaget Alternativ.
Musiken som Thomas Almqvist arrangerat och spelar till i "Vintergatans utkant" är ett stycke som heter "Allman" och är skrivet av Robert Johnson (1583-1633).
Medan de flesta av Höglunds skivor under 1970-talet innehöll några låtar med tydligt politiska budskap, så tog han med Vägen mot Shangri-La "steget in i ett mer renodlat poetiskt landskap," enligt musikern och skribenten Daniel Järpvik, där låttexterna blev mer färgade av "religiös symbolism och av gamla sagor och legender."

## Mottagande
Vägen mot Shangri-La mottog genomgående positiva recensioner i pressen. Skivan fick en mycket positiv recension i Svenska Dagbladet, som skrev att skivan "måste vara bland det bästa [Höglund] gjort." Dagens Nyheter skrev att Höglund med skivan "befäster sin ställning som en av det här landets främsta musikpoeter", och att arrangemangen på låtarna var "nära nog fulländade." Även i Göteborgsposten fick skivan fin respons, och det skrevs att "Vägen mot Shangri-La är en platta som man bara tycker om, något utöver det vanliga." Aftonbladet försäkrade att "Höglund-älskarna blir nöjda i år också" och att det musikaliska på skivan var "väldigt vackert," fast "Bäst är ändå Höglund som poet," ansåg recensenten.

## Låtlista
Text: Kjell Höglund. Musik: Kjell Höglund, utom "I vintergatans utkant" av Robert Johnson (1583-1633).
Sida A
1. "En kväll på cirkus" - 2:35
2. "Själens dunkla natt" - 3:12
3. "Holländsk genever" - 2:37
4. "Kärleksdans i Provence" - 3:35
5. "Mr. Swanee" - 2:33
6. "Myten om Shangri-La" - 3:45
7. "Blommor av frost" - 2:38

Sida B
1. "En ny och spännande väg" - 3:22
2. "Stormen före lugnet" - 3:22
3. "Segla i ett badkar" - 1:53
4. "De refuserades salong" - 4:37
5. "Den märkliga historien om det österrikiska köket" - 1:32
6. "Bubblor" - 3:15
7. "I Vintergatans utkant" - 2:43

## Medverkande
- Kjell Höglund - gitarr (spår A6, B2, B3, B5), sång
- Thomas Almqvist - gitarr, elgitarr, banjo, kör, tamburin, mandolin, elmandolin, stämsång, elpiano, flöjt
- Bengt Lindgren - bas, kör, gitarr
- Lasse Holmberg - synth, saxofon, dragspel
- Arne Kejving - trummor, bastrumma
- Finn Sjöberg - elgitarr
- Stefan Nilsson - piano, clavinet, orgel
- Rolf Alm - gitarrbas, gitarr, piano, dragspel
- Lalla Sandberg: kör
- Gunilla Granholm: kör
- Janne Hansson - kör
- Oloph Lindberg - kör

## Källhänvisningar
1. ↑  "Kjell Höglund – Vägen Mot Shangri-La". Discogs.com. Läst 21 augusti 2014.
2. ↑  Expressen, 26 november 1980, s. 42. Läst 19 juli 2020.
3. ↑  Kjell Höglund - Sångarens poet. Artikel av Daniel Järpvik, 1999. Läst 26 februari 2021.
4. ↑  Svenska Dagbladet, 14 januari 1981. Läst 29 oktober 2020.
5. ↑  Dagens Nyheter, 28 november 1980. Läst 5 november 2020.
6. ↑  Göteborgsposten, 28 december 1980. Läst 5 november 2020.
7. ↑  Aftonbladet, 2 december 1980. Läst 11 februari 2021.
8. ↑  I vintergatans utkant - kjellhoglund.com Läst 23 juli 2020.